# Corpusculi Nissl
Corpusculii Nissl sunt prezenți numai la celulele nervoase la animale (în citoplasma neuronului-in pericarion si la baza dendritelor ). Sunt organite neuronale - mase compacte de ARN și proteine care se colorează puternic cu coloranți bazici. Reprezintă reticul endoplasmatic rugos, au funcții metabolice și intervin în sinteza proteică. Numărul lor variază în funcție de starea fiziologică.

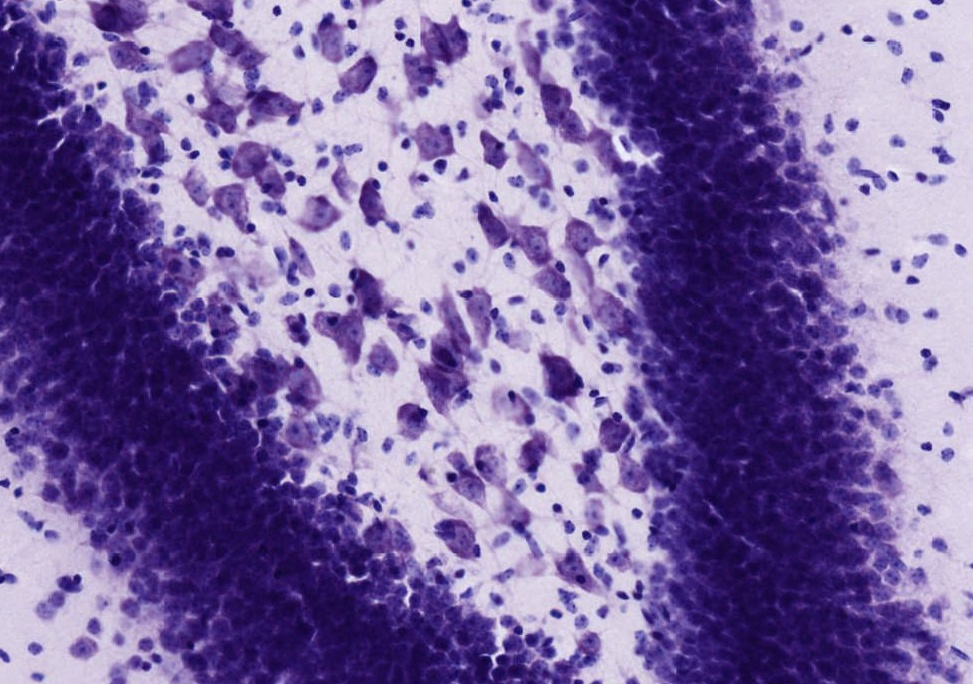
Imagine a substanței nissl din cadrul unei secțiuni histologice la rozătoare